# Aușeu, Bihor
Aușeu (maghiară Kisősi) este satul de reședință al comunei cu același nume din județul Bihor, Crișana, România.

## Personalități locale
- Alexandru Roman (1826-1897), îndrumător cultural, publicist, membru fondator al Academiei Române.